# Krvavec
Krvavec (Sanguisorba) je rod většinou vytrvalých bylin z čeledi růžovitých. Rostliny tohoto druhu pocházejí z Eurasie a Severní Ameriky a druhotně se dostaly do Austrálie i na Nový Zéland. Rod je tvořen patnácti až třiceti druhy, v České republice se vyskytují tři druhy.

## Popis
Vytrvalé nebo jednoleté rostliny se zhrubnutým kořenem nebo oddenkem. Přímé nebo krátce vystoupavé lodyhy jsou většinou rozvětvené, bývají chlupaté nebo lysé a mohou dorůst až do 2 m výšky. Přízemní listy v růžici jsou řapíkaté, elipsovité, lichozpeřené, až 50 cm dlouhé a většinou mají trvalé palisty, jejich zubaté lístky někdy mají řapíčky. Na lodyze vyrůstají listy střídavě, vzhledově jsou přízemním obdobné, ale menší.
Květenství jsou hustý klas nebo hlávka rostoucí na tenkých bezlistých větvičkách. Jsou tvořena až padesáti přisedlými nebo krátce stopkatými květy s listenem a listenci. Květenství obsahuje květy buď jen oboupohlavné, nebo oboupohlavné a současně samčí i samičí. Květy jsou bez korunních lístků. Kališní lístky jsou zelenavé, bílé nebo až tmavě purpurové a na bázi jsou vrostlé do číšky, která se při dozrávání plodu zvětšuje. Květ má čtyři až třicet tyčinek dlouhých jako kalich nebo delších a jeden až dva pestíky s jednoduchou čnělku s kulovitou nebo rozvětvenou štětičkovitou bliznou. Některé druhy opyluje hlavně vítr a jiné hmyz. Plodem jsou hnědé nažky v suché číšce.

## Význam
Rostliny rodu krvavec mají jen omezený ekonomický význam, např. druh krvavec toten se používal v lidovém léčitelství jako léčivka, z mladých listů krvavce menšího se vařila zeleninová polévka nebo se místně vyséval jako krmivo pro domácí býložravce. Výše uvedené druhy jsou také živnými rostlinami pro housenky některých druhů motýlů.

## Etymologie
Rodové jméno „krvavec“ získal tento rod podle schopností některých druhů, obsahující hodně saponinů, tříslovin, flavonoidů a fytoncidních látek, zastavovat vnitřní krvácení.

## Taxonomie
V České republice rostou tyto tři druhy:
- krvavec menší (Sanguisorba minor)
- krvavec toten (Sanguisorba officinalis) L.
- krvavec výchoasijský (Sanguisorba ×tenuifolia) Fisch. ex Link.[3]

V Evropě se vyskytuje ještě těchto pět druhů:
- Sanguisorba albanica András. et Jáv.
- Sanguisorba ancistroides (Desf.) Ces.
- Sanguisorba cretica Hayek
- Sanguisorba dodecandra Moretti
- Sanguisorba hybrida (L.) Nordborg.[9]

## Galerie

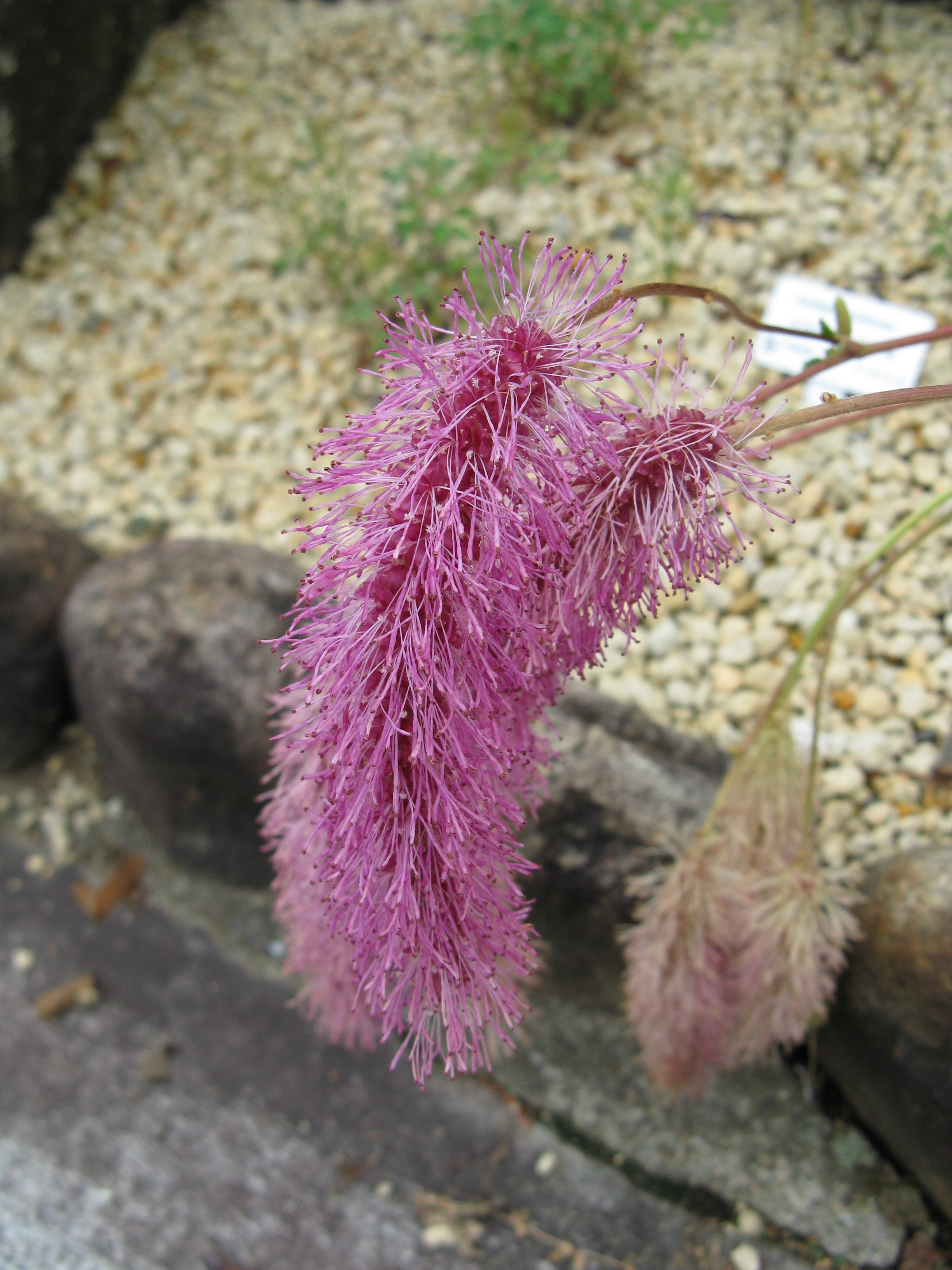
Sanguisorba hakusanensis
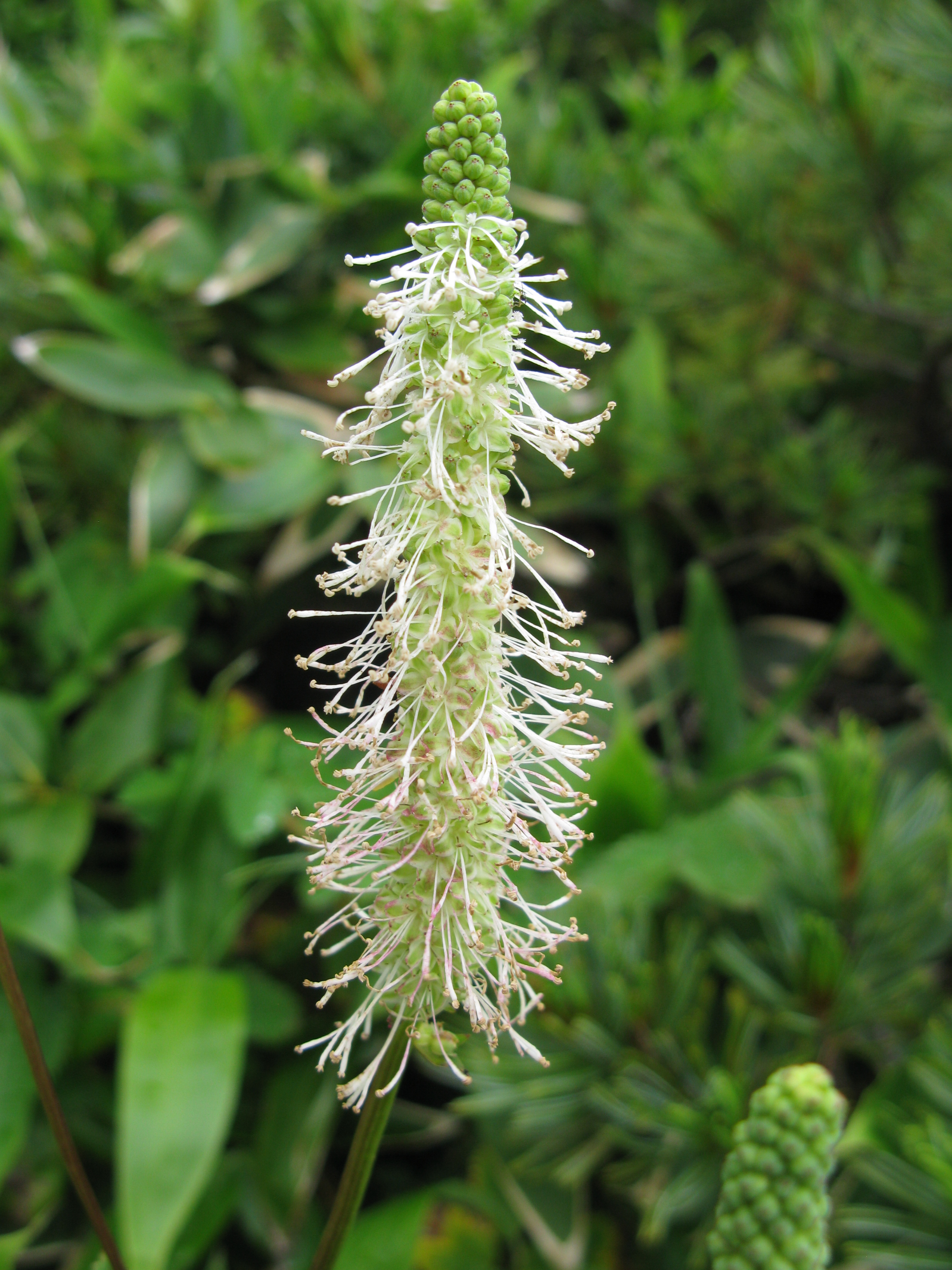
Sanguisorba stipulata
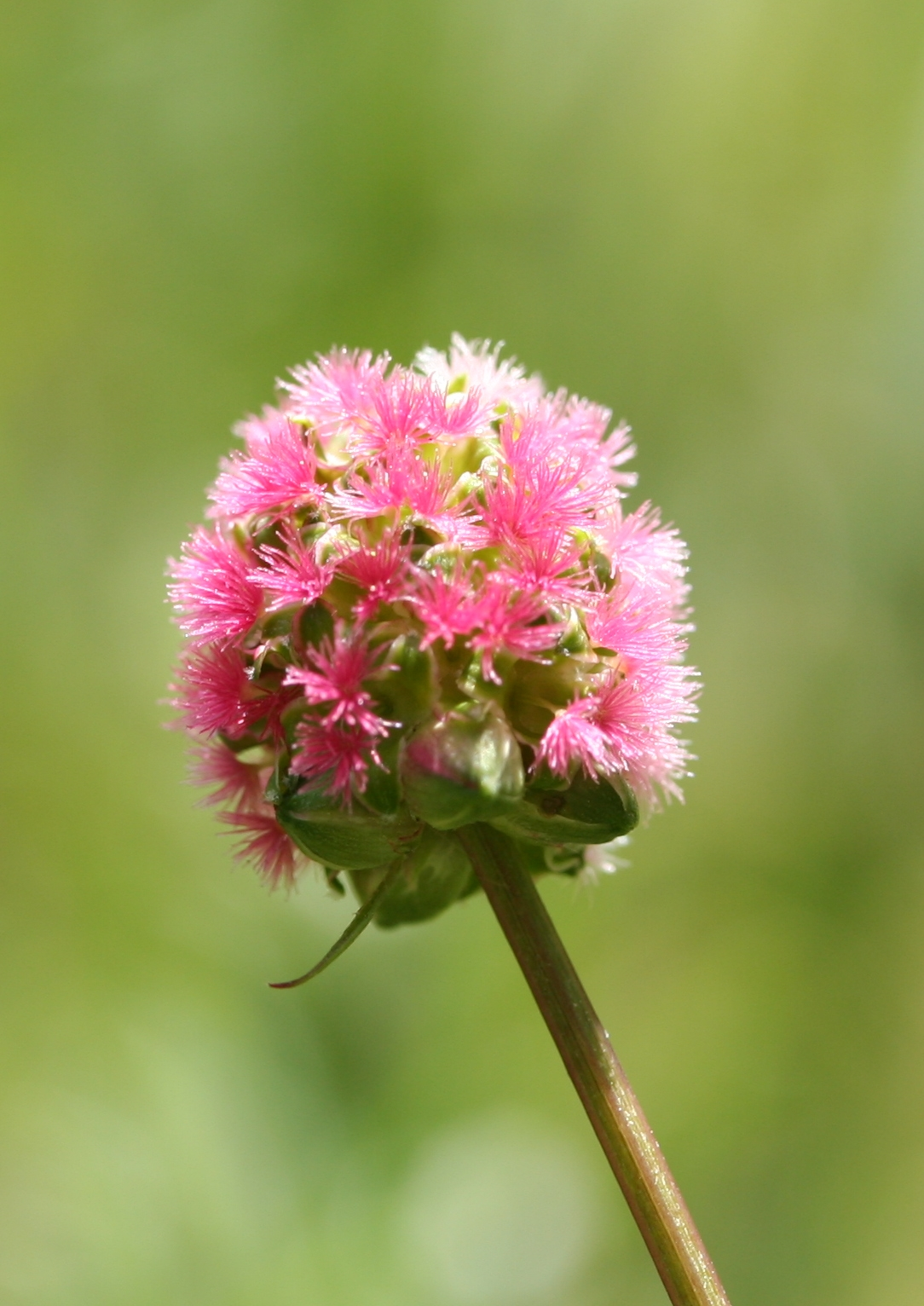
Sanguisorba minor
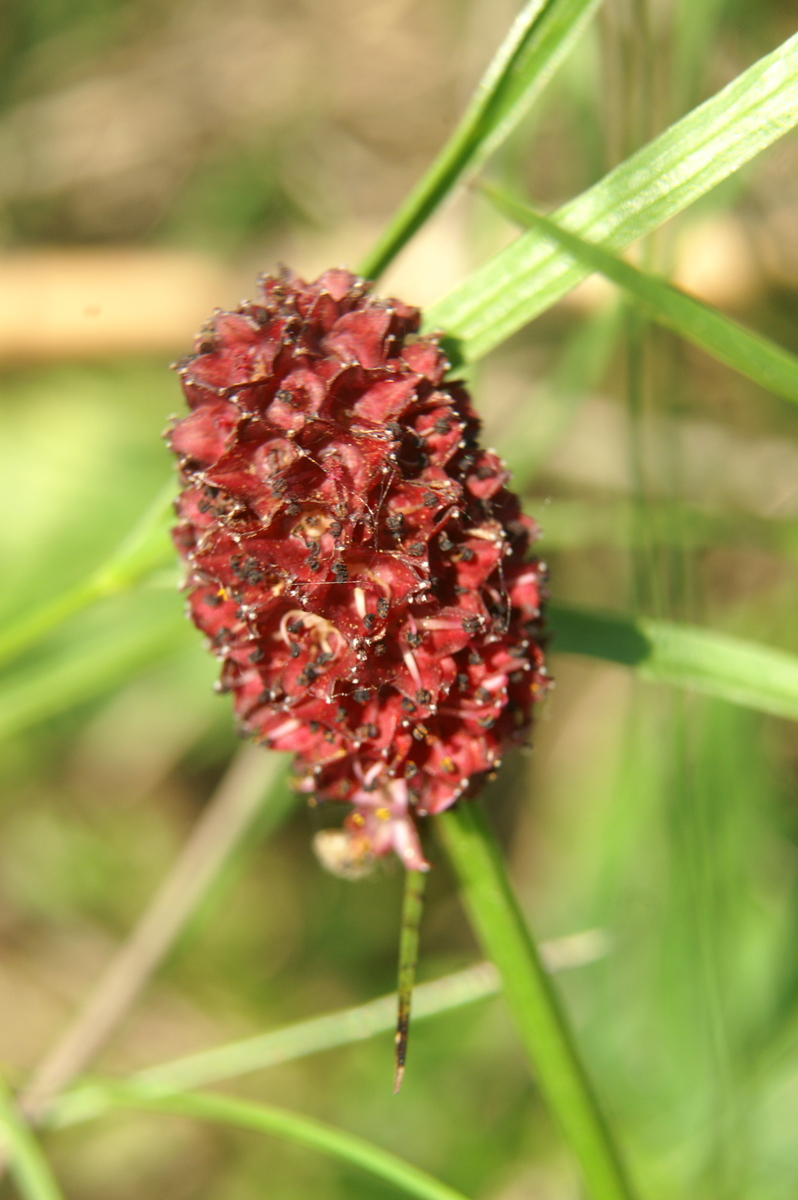
Sanguisorba officinalis